# Maud Lewis
Maud Kathleen Lewis (rozená Dowley; 7. března 1903 South Ohio – 30. července 1970 Digby) byla kanadská lidová umělkyně z provincie Nové Skotsko v Kanadě. Lewis, která žila většinu svého života v chudobě v malém domku v Marshalltown v Novém Skotsku, získala národní uznání v roce 1964 a 1965. O její osobě vzniklo několik knih, divadelních her a filmů. Lewis je jednou z nejznámějších lidových umělců v Kanadě. Její práce a její zrestaurovaný dům jsou vystavené v Galerii umění Nového Skotska (Art Gallery of Nova Scotia).

## Životopis

### Mládí
Lewis se narodila jako Maud Kathleen Dowley 7. března 1903 v South Ohio v Novém Skotsku jako dcera Johna a Agnes (Germain) Dowley. Měla bratra jménem Charles. Narodila se s vrozenými vadami a nakonec se u ní vyvinula revmatoidní artritida, která omezila její pohyblivost, zvláště v rukou. K umění ji přivedla matka, která jí ukázala malování vánočních přání k prodeji. Tím i Maud započala svou uměleckou kariéru. V roce 1935 zemřel její otec a v roce 1937 i její matka. Poté, co krátce žila se svým bratrem, se přestěhovala do Digby v Novém Skotsku, ke své tetě.

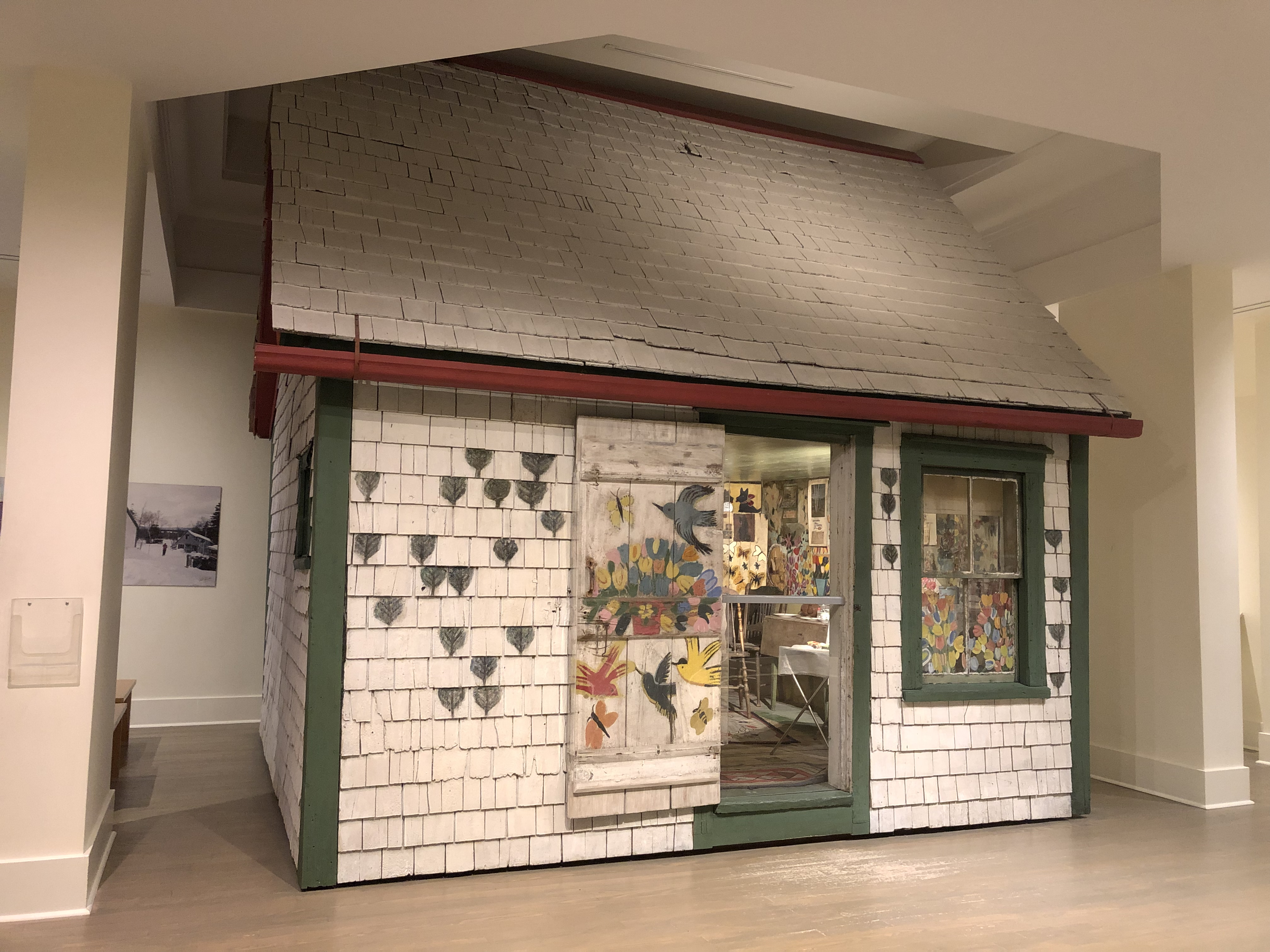
Dům Maud Lewis a Everetta Lewis v Galerii umění Nového Skotska

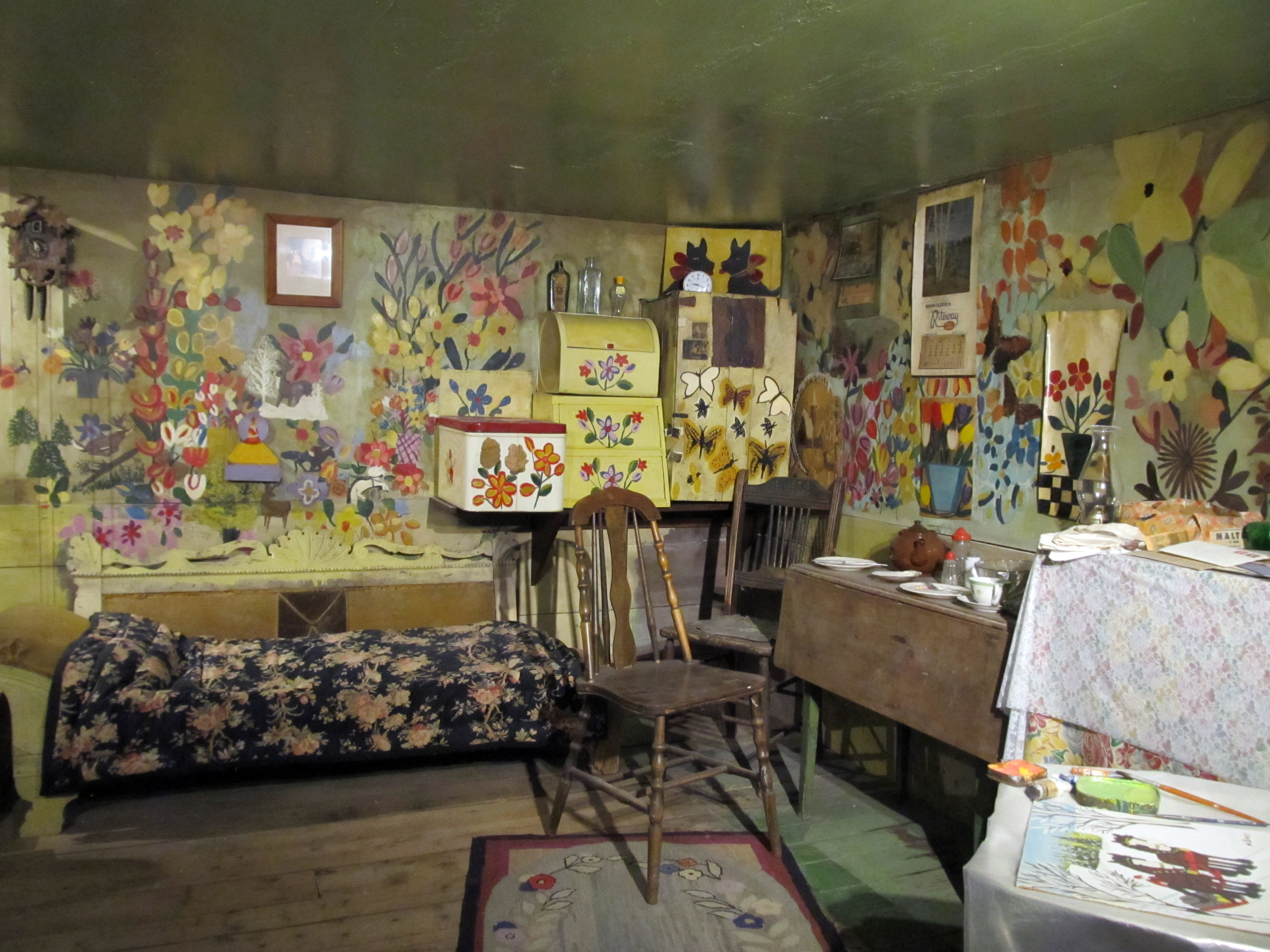
Interiér domu Maud Lewis

### Manželství
Maud se provdala za Everetta Lewise, podomního prodejce ryb z Marshalltown, 16. ledna 1938, když jí bylo 34 let. Everett Lewis také pracoval jako dozorce v oblastním chudobinci. Podle Everetta se Maud objevila před jeho domem v odpovědi na jeho nabídku práce pro hospodyni, kterou vyvěsil v místním obchodě. O několik týdnů později se vzali. Žili v Everettově domě s jednou místností a ložnicí v podkroví v Marshalltown, několik mil západně od Digby. Maud dům užívala jako své studio a Everett se staral o údržbu domu. Pár žil většinu času v chudobě obývaje pouze jednu místnost.
Maud doprovázela svého manžela během jeho pochůzek, když podomně prodával ryby. Brala s sebou vánoční přání, která namalovala. Prodávala je za 5 centů, což byla cena jakou si účtovala její matka, když byla Maud malá. Zákazníci jejího manžela si tato přání oblíbili, a tak Maud začala malovat. Everett ji v malování podporoval a také jí zakoupil první sadu olejových barev.
Maud rozšířila okruhy své tvorby používáním jiných materiálů na malování. Malovala na kartony, pečicí papír a sololitové desky. Maud byla plodnou umělkyní. Pomalovala téměř každé volné místo v jejich malém domku – stěny, dveře, chlebník i kamna. Kompletně pokryla i tapetu s jednoduchým vzorem, kterou pomalovala silnými stonky, listy a květy.

### Malba

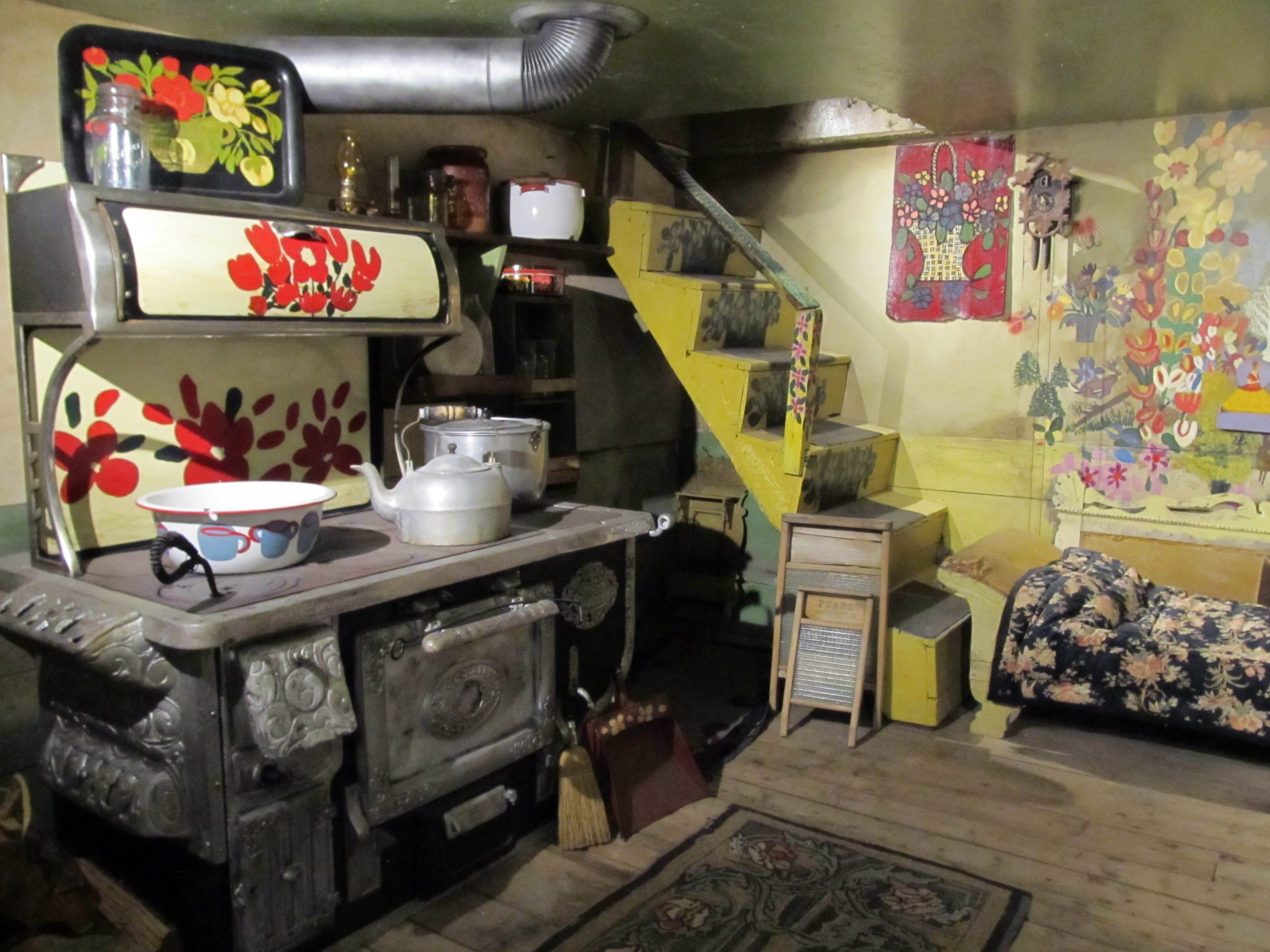
Interiér domu Maud Lewis

Maud ve svých malbách užívala zářivé barvy. Předmětem malby byly často květiny nebo zvířata, zahrnující volské spřežení, koně, ptáky, srny nebo kočky. Mnoho jejích maleb jsou venkovní scény jako lodě z Cape Islandu houpající se na vodě, koně tahající sáně, bruslaře a portréty psů, koček, srn, ptáků a krav. Malby byly inspirovány jejím dětstvím a dětskými vzpomínkami na krajinu a lidi kolem Yarmouth a South Ohio a stejně tak kolem Digby a oblasti jako je Point Prim a Bayview. Také ji ovlivnily komerční vánoční přání a kalendáře.
Její malby byly často poměrně malé – často nebyly větší než 20×25 cm, ačkoli je známo, že namalovala minimálně pět maleb o formátu 60×90 cm. Rozměr byl omezen tím, jak daleko byla schopná natáhnout ruce, protože její pohyb limitovala artritida. Její technika malby spočívala nejdříve v namalování podkladu bílou barvou a poté nanášela barvy přímo z tuby. Barvy nikdy nemíchala.
Její rané malby ze 40. let jsou poměrně vzácné. Velká kolekce jejích prací se nachází v Umělecké galerii v Novém Skotsku (Art Gallery of Nova Scotia). Galerie občas vystavuje Chaplinovy/Wennerstromovy okenice (nyní část sbírky Clearwater Fine Foods Inc.). Sbírka se skládá ze 22 venkovních okenic, které Maud namalovala ve 40. letech pro Američany, kteří vlastnili chaty na jižním pobřeží. Většina okenic je poměrně velká s rozměry kolem 45×150 cm.
V letech1940 a 1950 se lidé začali zastavovat u domu Maud a Everetta na silnici č. 1, která byla hlavní turistikou trasou v západním Novém Skotsku. Kupovali si její malby za 2–3 dolary za kus. Maud zvýšila ceny na 7–10 dolarů teprve v posledních třech letech svého života. Po zveřejnění článku v torontském deníku Star Weekly v roce 1964 se jí dostalo národního ohlasu. V roce 1965 byla představena v televizním pořadu Telescope televize CBC. Dvě Maudiny malby byly objednány do Bílého domu během působení Richarda Nixona. Mnoho dalších prací objednaných po jejím uznání nemohla dokončit kvůli artritidě.

### Pozdější život a smrt
Poslední roky života Maud strávila v jednom rohu jejího domu, kde malovala tak často, jak mohla, zatímco cestovala do nemocnice a zpátky kvůli zdravotním obtížím. Zemřela v Digby 30. července 1970 v důsledku pneumonie. Její manžel Everett byl zabit v roce 1979 zlodějem, který se pokoušel vykrást jejich dům.

## Odkaz Maud Lewis

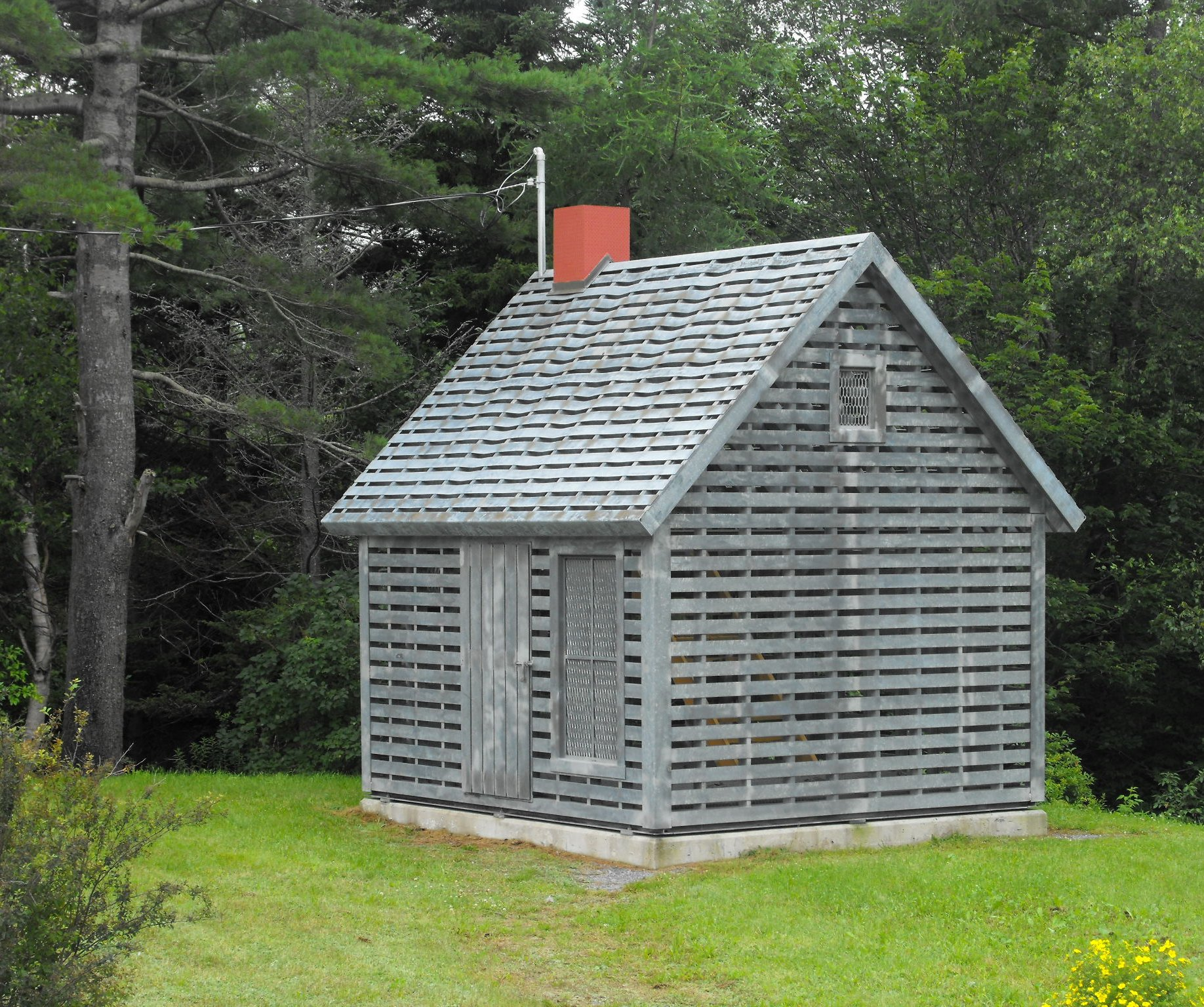
Pomník Maud Lewis v Marshalltown

### Dům
Po Everettově smrti začal dům s Maudinými malbami chátrat. Skupina znepokojených obyvatel z oblasti kolem Digby založila Společnost malovaného domu Maud Lewis (Maud Lewis Painted House Society), jejímž cílem bylo zachránit tuto památku. V roce 1984 byl dům prodán provincii Nové Skotsko a přesunut do péče Umělecké Galerie v Novém Skotsku v Halifaxu. Dům byl zrestaurován a nainstalován do prostor galerie jako součást stálé expozice.
Na místě, kde se nacházel původní dům, byla jako památník nainstalována kovová skulptura domu, kterou navrhl architekt Brian MacKay-Lyons. Repliku domu Maud Lewis, včetně kompletního interiéru, postavil několik kilometrů severně od Marshalltown u cesty do Digby Neck v Seabroooku rybář v penzi Murray Ross v roce 1999.

### Poštovní známky
Lewis byla poctěnou osobností v rámci dne kulturního dědictví provincie v roce 2019, při němž byla vydána limitovaná edice poštovních známek s její tvorbou. Kanadská pošta oznámila, že malby Maud Lewis budou na vánočních a svátečních známkách v roce 2020.

### Trh s uměním
Ceny za v akcích prodané malby Maud Lewis stoupají. Obraz Rodinná vycházka byl 30. listopadu 2009 prodán za 22200 dolarů v aukčním domě Bonham's v Torontu. Další obraz Pohled na písčitou zátoku byl v roce 2012 prodán za 20400 dolarů. Obraz nalezený v roce 2016 v bazaru v Ontáriu, Portrét Eddieho Barnese a Eda Murphyho, rybáře humrů, byl prodán v online aukci za 45000 dolarů.

## Odkaz v kultuře
Maud Levis se stala předmětem knihy Lance Woolavera, The Illuminated Life of Maud Lewis (1996) a tří filmových dokumentárních snímků Národní filmové rady Kanady (National Film Board of Canada) – Maud Lewis – A World Without Shadows (1976), The Illuminated Life of Maud Lewis (1998) a I Can Make Art ... Like Maud Lewis (2005). Poslední ze snímků vznikl jako krátký film, v němž skupina šesťáků, inspirovaných prací Maud Lewis, vytváří své vlastní malby.
V roce 2009 Umělecká Galerie Nového Skotska ve spolupráci s Greg Thompson Productions, uvedla novou divadelní hru o Maud Lewis s názvem A Happy Heart: The Maud Lewis Story. Scenáristka Sherry White napsala scénář pro dramatický film o Maud Lewis s titulem Maudie. Film z roku 2016 byl uveden na Mezinárodním filmovém festivalu v Torontu v roce 2016. Film režírovala Aisling Walsh a hlavní role ztvárnili Sally Hawkins jako Maud Lewis a Ethan Hawke jako Everett Lewis.